# 2024年パリパラリンピックのアメリカ領ヴァージン諸島選手団
2024年パリパラリンピックのアメリカ領ヴァージン諸島選手団は、2024年8月28日から9月8日までフランスのパリで開催された2024年パリパラリンピックアメリカ領ヴァージン諸島選手団の名簿。

## 選手団
- 人員: 選手 1人
- 開会式旗手: アイザイア・ベンジャミン

## 種目別選手・スタッフ名簿及び成績

### 陸上
| 選手                     | 種目           | 結果     | 順位 |
| ------------------------ | -------------- | -------- | ---- |
| アイザイア・ベンジャミン | 男子走高跳 T47 | 1.70m PB | 11位 |